# Église Saint-Pierre-ès-Liens de Ville-sur-Terre
Pour les articles homonymes, voir Église Saint-Pierre-ès-Liens.
L'église Saint-Pierre-ès-Liens est une église située à Ville-sur-Terre, en France.

## Localisation
L'église est située sur la commune de Ville-sur-Terre, dans le département français de l'Aube.

## Historique
L'édifice est inscrit au titre des monuments historiques en 1925.